# ورتزوئولو
ورتزوئولو (به ایتالیایی: Verzuolo) یک کومونه در ایتالیا است که در استان کونیو واقع شده‌است. ورتزوئولو ۲۶٫۲ کیلومتر مربع مساحت و ۶٬۳۷۹ نفر جمعیت دارد و ۴۲۰ متر بالاتر از سطح دریا واقع شده‌است.